# Brookula iki
Brookula iki är en snäckart. Brookula iki ingår i släktet Brookula och familjen Cyclostrematidae. Inga underarter finns listade i Catalogue of Life.